# Victoria Jarocin
Victoria Jarocin – polski klub piłkarski z Jarocina. Rozwiązany w 1997 roku. 

## Historia i opis klubu
Klub Sportowy Victoria Jarocin powstał w 1912 roku. W sezonie 1929 zdobył największy sukces w historii m.in. 7. miejsce w Klasie A (ówczesny II poziom). W powojennej historii klubu największym sukcesem było zajęcie 8. miejsca w III lidze w sezonie 1976/1977. W 1997 roku klub został zlikwidowany.

## Sukcesy
- 7. miejsce w Klasie A (II poziom) – 1929[1]
- 8. miejsce w III lidze – 1976/1977
- I runda Pucharu Polski – 1983/1984

## Najlepsze sezony
- 1928 – Klasa A, grupa: poznańska – 8. miejsce
- 1929 – Klasa A, grupa: poznańska – 7. miejsce
- 1930 – Klasa A, grupa: poznańska – 9. miejsce
- 1976/77 – III liga, grupa: VIII – 8. miejsce
- 1977/78 – III liga, grupa: VIII – 14. miejsce  [1]